# Río Paquisa
El río Paquisa es un curso natural de agua que nace en la laguna Paquisa, al norte del salar de Surire, recibe las aguas del río Guaiguasi y desemboca finalmente en la ribera derecha del río Lauca poco antes del cruce internacional. La laguna Paquisa tiene un área aportante de 437 km².
Este río es llamado río Quiburcanca por Hans Niemeyer.: 98 

## Caudal y régimen
Un estudio de la cuenca del río Lauca estimó su caudal en 115 l/s en 1978.: 77 